# Política i govern a l'Ajuntament de Sant Joan d'Alacant
La Política i govern a l'Ajuntament de Sant Joan d'Alacant des de la Dictadura de Primo de Rivera incorpora els resultats de les eleccions democràtiques des de 979.

## Eleccions municipals des de 1979
| Resultats Eleccions Municipals des de 1979 Vots (Regidors) |            |            |               |            |                     |            |          |                                                   |
| Any                                                        | AP/PP      | PSPV-PSOE  | PCPV-PCE/EUPV | UCD/CDS    | UPV/BLOC/ Compromís | Ciudadanos | Vox      | Altres partits                                    |
| 1979                                                       | -          | 644 (2)    | 1.151 (4)     | 2.233 (7)  | -                   | -          | -        | PDP: 213 (0) PSOE-H: 123 (0)                      |
| 1983                                                       | 603 (1)    | 2.420 (7)  | 121 (0)       | -          | -                   | -          | -        | SJI: 1.911 (5)                                    |
| 1987                                                       | 733 (2)    | 1.455 (4)  | 507 (1)       | 2.910 (10) | -                   | -          | -        | PDP: 153 (0)                                      |
| 1991                                                       | 514 (1)    | 2.105 (6)  | 486 (1)       | 2.489 (7)  | -                   | -          | -        | GIS: 625 (2) UV: 13 (0)                           |
| 1995                                                       | 3.320 (7)  | 2.661 (6)  | 980 (2)       | -          | 436 (1)             | -          | -        | UDI: 453 (1) UC: 359 (0)                          |
| 1999                                                       | 2.674 (6)  | 4.176 (9)  | 464 (1)       | -          | -                   | 597 (1)    | -        | II: 76 (0) PADE: 26 (0) UV: 271 (0)               |
| 2003                                                       | 3.754 (7)  | 4.151 (8)  | 511 (1)       | -          | 614 (1)             | -          | -        | UCL: 116 (0)                                      |
| 2007                                                       | 3.570 (8)  | 4.415 (11) | 466 (0)       | -          | 805 (2)             | -          | -        | Alternativa: 293 (0) CV-PADE: 152 (0) PSD: 31 (0) |
| 2011                                                       | 5.252 (11) | 3.606 (7)  | 842 (1)       | -          | 1.057 (2)           | -          | -        |                                                   |
| 2015                                                       | 3.253 (7)  | 2.250(5)   | 1.259 (2)     | -          | 1.518 (3)           | 1.091 (2)  | -        | Decido: 1.063 (2) VSJ: 414 (0) UPyD: 223 (0)      |
| 2019                                                       | 2.976 (7)  | 2.726 (6)  | 564 (1)       | -          | 934 (2)             | 1.765 (4)  | 741 (1)  | -                                                 |
| 2023                                                       | 4.513 (9)  | 4.101 (8)  | 504 (0)       | -          | 967 (2)             | 281 (0)    | 1284 (2) |                                                   |

## Alcaldes

### Alcaldes durant laDictadura de Primo de Rivera(1923-1930 y 1931)
| Alcalde                  | Any inici | Any fi |
| ------------------------ | --------- | ------ |
| Federico Seva Ivorra     | 1923      | 1924   |
| Isidro Buades Torregrosa | 1924      | 1929   |
| José Orts Pérez          | 1929      | 1930   |
| Francisco Mira Soler     | 1930      | 1931   |

### Alcaldes durant laSegona República(1931-1939)
| Alcalde               | Partit polític | Any inici | Any fi |
| --------------------- | -------------- | --------- | ------ |
| Juan Sevila Sala      | PRR            | 1931      | 1936   |
| Emilio Urios Cortés   | IR             | 1936      | 1938   |
| Antonio Sala Llopis   | Front Popular  | 1938      | 1939   |
| Andrés Carrión (int.) | Front Popular  | 1939      | 1939   |
| Rafael Ripoll Ruzafa  | Front Popular  | 1939      | 1939   |

### Alcaldes durant el franquisme i transició (1939-1979)
| Alcalde                   | Any inici | Any fi |
| ------------------------- | --------- | ------ |
| Agustín Pastor Orts       | 1939      | 1940   |
| Salvador Rodríguez Buades | 1940      | 1940   |
| José Sala Gosálbez        | 1940      | 1949   |
| Agustín Pastor Orts       | 1949      | 1966   |
| Rafael P. Carrillo Sala   | 1966      | 1971   |
| Juan A. Gosálbez Casar    | 1971      | 1979   |

### Alcaldes durant el període democrátic (Des de 1979)
| Període      | Nom de l'alcalde/-essa                                                                               | Partit polític   | Data de possessió     |
| ------------ | --- | ---------------- | --------------------- |
| 1979 - 1983  | Francisco Burillo Reyes                                                                              | UCD              | 19/04/1979            |
| 1983 - 1987  | Vicent Baeza i Cardona                                                                               | PSPV-PSOE        | 28/05/1983            |
| 1987 - 1991  | Francisco Burillo Reyes                                                                              | CDS              | 30/06/1987            |
| 1991 - 1995  | Francisco Burillo Reyes                                                                              | PP               | 15/06/1991            |
| 1995 - 1999  | Francisco Burillo Reyes Antonio Sáez López (interí 1997) Francesc de Paula Seva i Sala (Des de 1997) | PP PSPV-PSOE     | 17/06/1995            |
| 1999 - 2003  | Francesc de Paula Seva i Sala                                                                        | PSPV-PSOE        | 03/07/1999            |
| 2003 - 2007  | Francesc de Paula Seva i Sala                                                                        | PSPV-PSOE        | 14/06/2003            |
| 2007 - 2011  | Edmundo Juan Seva García                                                                             | PSPV-PSOE        | 16/06/2007            |
| 2011 - 2015  | Manuel Aracil Llorens                                                                                | PP               | 11/06/2011            |
| 2015 - 2019  | Jaime Albero Gabriel                                                                                 | PSPV-PSOE        | 13/06/2015            |
| 2019 - 2023  | Jaime Albero Gabriel Santiago Román Gómez                                                            | PSPV-PSOE C's/PP | 15/06/2019 17/07/2021 |
| Des del 2023 | Manuel Aracil Llorens                                                                                | PP               | 17/06/2023            |